# Tam Chik Sum
Tam Chik Sum es un deportista hongkonés que compitió en esgrima en silla de ruedas. Ganó una medalla de plata en los Juegos Paralímpicos de Londres 2012 en la prueba de espada individual (clase B).

## Palmarés internacional
| Juegos Paralímpicos | Juegos Paralímpicos   | Juegos Paralímpicos | Juegos Paralímpicos |
| Año                 | Lugar                 | Medalla             | Prueba              |
| ------------------- | --------------------- | ------------------- | ------------------- |
| 2012                | Londres (Reino Unido) | Medalla de plata    | Espada individual B |